# BSAT-2c
BSAT-2cとは、かつて放送衛星システムが所有していたBSデジタル用の放送衛星である。メーカはオービタル・サイエンシズでSTARバスを使用。2003年6月12日にアリアン5ロケットにより打ち上げられた。
予備衛星となるべく2001年7月13日にアリアン5ロケットにより打ち上げられたBSAT-2bがロケットのトラブルにより軌道投入に失敗したため、代わりの予備衛星として調達された。
2004年4月から、トラブルが相次いだBSAT-2aに代わりBSデジタル放送の送信に使用されていたが、2008年9月に中継器に一過性のトラブルが生じたため、役割をBSAT-3aに譲り予備衛星となり、2013年8月1日には老朽化と燃料枯渇により運用終了、軌道外投棄（デオービット）された。